# Fath Union Sport (féminines)
Cet article traite de l'équipe féminine. Pour l'équipe masculine, voir Fath Union Sports.
Actualités
Dernière mise à jour : 20 février 2025.
La section féminine du Fath Union Sport (en arabe : إتحاد الفتح الرياضي) est un club de football féminin marocain basé à Rabat.
L'équipe évolue en première division depuis 2022.

## Histoire
Après avoir évolué en deuxième division, le FUS réussit à accéder à la première division en terminant premier de la poule nord à l'issue de la saison sportive 2021-2022.
Pour sa première saison en première division, le FUS parvient à terminer à la 3e place du classement avec 48 points, derrière l'AS FAR (74 pts) et le Sporting Club Casablanca (57 pts).

## Palmarès
| Compétitions nationales                        |
| - Championnat du Maroc D2 - Champion : 2021-22 |